# Kim So-Hee (taekwondo)
Kim So-Hee (28 de julio de 1992) es una deportista surcoreana que compite en taekwondo. Ganó dos medallas en el Campeonato Mundial de Taekwondo en los años 2013 y 2017, y una medalla en el Campeonato Asiático de Taekwondo de 2018.

## Palmarés internacional
| Campeonato Mundial  | Campeonato Mundial           | Campeonato Mundial | Campeonato Mundial |
| Año                 | Lugar                        | Medalla            | Categoría          |
| ------------------- | ---------------------------- | ------------------ | ------------------ |
| 2013                | Puebla (México)              | Medalla de oro     | –57 kg             |
| 2017                | Muju (Corea del Sur)         | Medalla de bronce  | –62 kg             |
| Campeonato Asiático |                              |                    |                    |
| Año                 | Lugar                        | Medalla            | Categoría          |
| 2018                | Ciudad Ho Chi Minh (Vietnam) | Medalla de bronce  | –62 kg             |